# Cartílago cuneiforme
En la laringe humana, los cartílagos cuneiformes (del latín: cunei y formes, "con forma de cuña"), también conocidos como cartílagos de Wrisberg, son dos porciones pequeñas y alargadas de cartílago amarillo y elástico, situadas a ambos lados, en los pliegues ari-epiglóticos.
Los cuneiformes son cartílagos pares que se apoyan en la parte superior de los aritenoides y se mueven con ellos. Están situados por encima y enfrente de los cartílagos corniculados, y la presencia de estos dos pares de cartílagos da como resultado pequeñas protuberancias en la superficie de la membrana mucosa. Cubiertos por los pliegues ari-epiglóticos, los cartílagos cuneiformes forman la cara lateral de la entrada a la laringe, mientras que los corniculados forman la cara posterior, y la epiglotis la anterior.
La función de los cartílagos cuneiformes es soportar las cuerdas vocales y las caras laterales de la epiglotis. También proporcionan cierto grado de solidez a los pliegues mucosos en los que están insertados.

## Imágenes adicionales

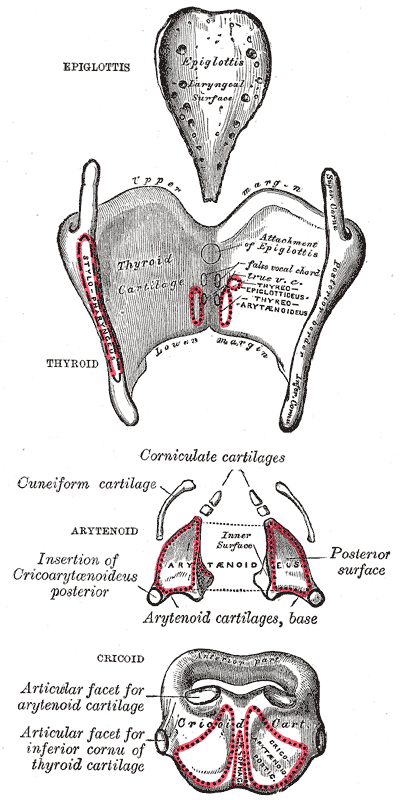
Vista posterior de los cartílagos de la laringe.
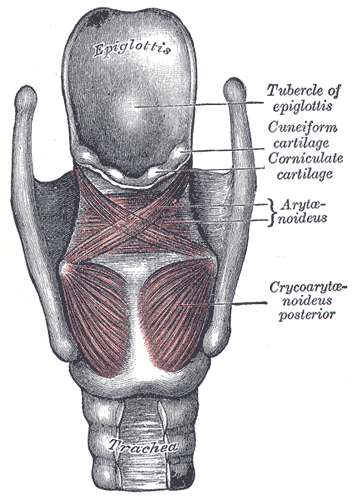
Vista posterior de los músculos de la laringe.